# Anas crecca
La cerceta común (Anas crecca) es una especie de ave anseriforme de la familia Anatidae que habita en Eurasia y África. Es un pato migratorio que cría en el norte de Eurasia y pasa el invierno en el sur de este continente y África. Es una especie bastante común, y a menudo muy numerosa, y se trata de uno de los patos de superficie más pequeños. Presenta dimorfismo sexual, mostrando el macho un plumaje llamativo, característico por su resaltado «antifaz» verde azulado, siendo mucho más vistoso que la hembra, de tonos apagados y parduzcos. Las cercetas comunes son ágiles voladoras, omnívoras y habitan en todo tipo de humedales.

## Descripción

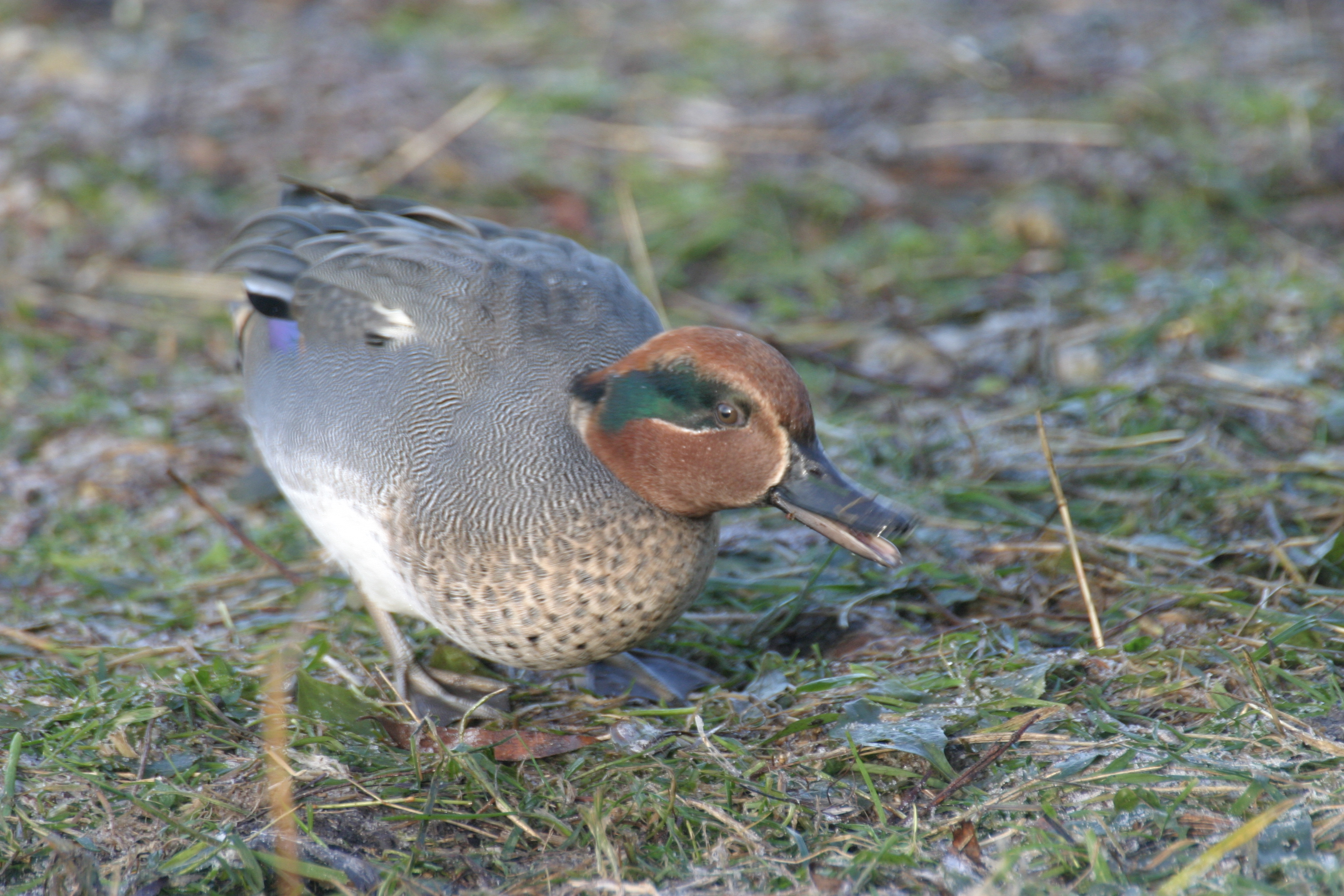
El plumaje reproductivo del macho es principalmente gris con la cabeza castaña y antifaz verde.

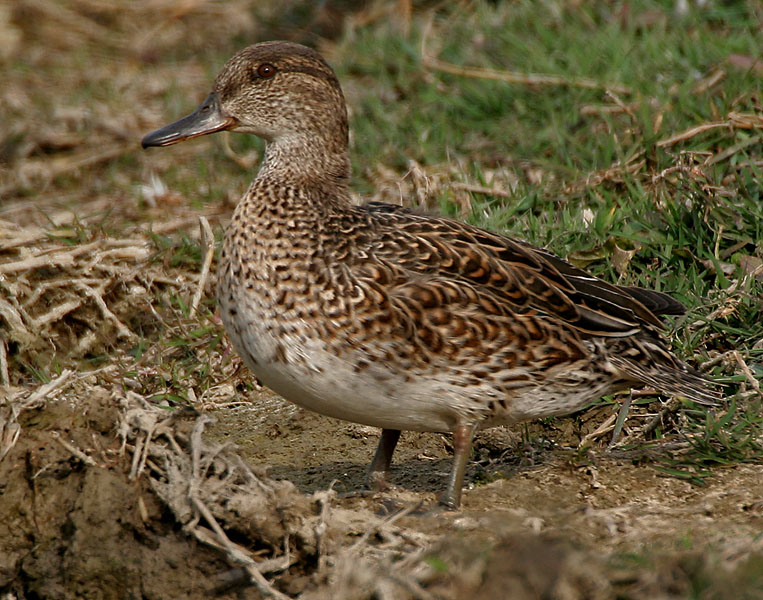
Las hembras presentan un plumaje jaspeado de tonos pardos claros.

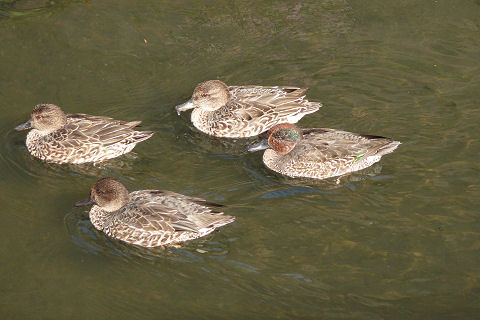
Hembras (arriba), macho en eclipse (derecha) y macho juvenil (abajo).

Es un pato de pequeño tamaño, con unos 35 cm de longitud, una envergadura alar de entre 53 y 59 cm, y un peso de 270 a 394 g. El pico es plano y redondeado. En cuanto a su color, el pico es de un tono pardo o marrón oscuro, a veces moteado o manchado de negruzco. Sus patas palmeadas son pardo grisáceas. El iris es de un diámetro de 8 mm y de color castaño.
Presenta un marcado dimorfismo sexual en el color de su plumaje, la cerceta macho despliega un colorido mucho más vivo y llamativo que el de la hembra. Aunque es característico en esta especie, tanto en machos como en hembras, un espejuelo de color verde esmeralda metálico. El macho adulto en plumaje reproductivo presenta un color predominantemente grisáceo, en realidad debido a un fino listado negruzco y blanco solo apreciable de cerca, con el pecho moteado en oscuro sobre fondo color blanquecino o ante del resto de partes inferiores, con cierto color dorado bajo la cola. En cambio su cabeza es de un color castaño rojizo, con una ancha franja de color verde oscuro  a modo de antifaz alrededor de los ojos, que está bordeada por finas líneas de color crema que se extienden hasta el pico. El plumaje de las hembras es principalmente de tonos pardos, con un fondo claro con veteado más oscuro. Su píleo marrón oscuro y sobre los ojos aparece una franja superciliar clara y una postocular oscura, y los carrillos y el cuello son más pálidos y están finamente rayados de pardo.
Los machos en eclipse, es decir, tras la época de cría y durante el proceso de muda de su plumaje, se parecen a las hembras adultas, aunque presentan la espalda y el dorso de las alas de un color más oscuro y netamente uniformes.
Los ejemplares inmaduros o juveniles, tanto machos como hembras, son similares a las hembras. Moteados de color marrón grisáceo o pardo claro.
Los plumajes de los machos de cerceta común y cerceta americana son de aspecto muy similar, tanto que las únicas diferencias observables son las finas líneas de color crema que presentan en la cabeza muy marcadas en los machos de cerceta común, bordeando las mejillas y el píleo, mientras que son difusas o están ausentes en las cercetas americanas; y las dos franjas blancas verticales en los costados del pecho, que solo poseen los machos de cerceta americana, y las horizontales de las alas presentes solo en los machos de cerceta común.

### Voz
Es aparentemente un pato silencioso, pero el macho produce un discreto aunque agradable y característico "crrit" acompañado de un silbido, conocido por los cazadores que esperan atentos a oírlo. No obstante, la hembra emite un áspero "cuac", sobre todo cuando se excitan o alarman ya que generalmente están calladas.

## Taxonomía

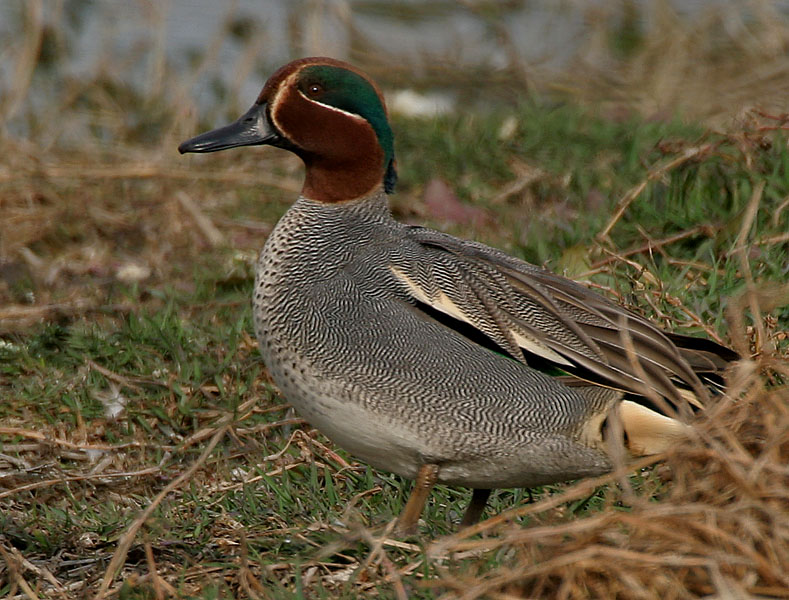
Macho en plumaje reproductivo, nótese la lista horizontal en las alas desde el hombro.

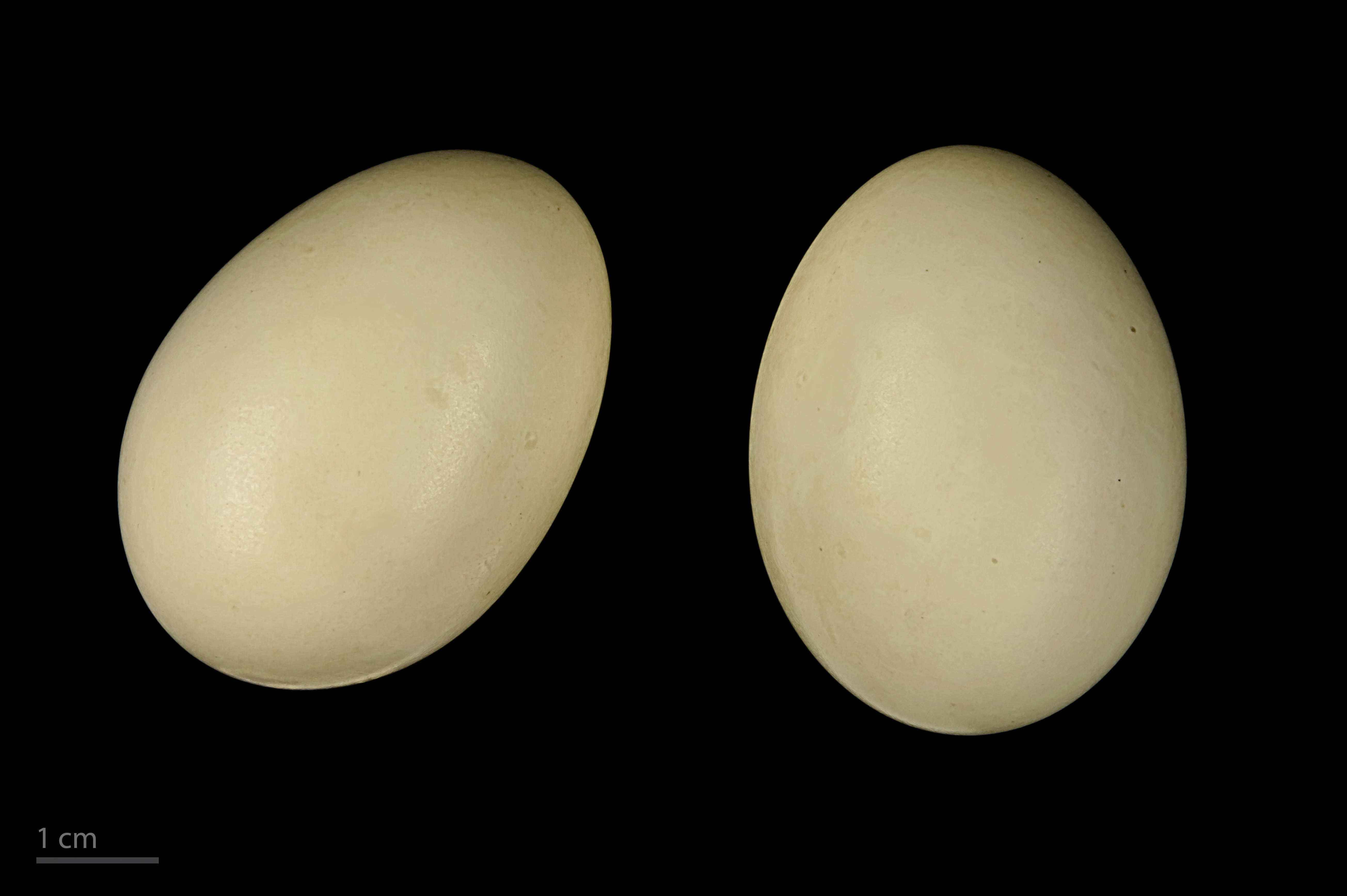
Anas crecca - MHNT

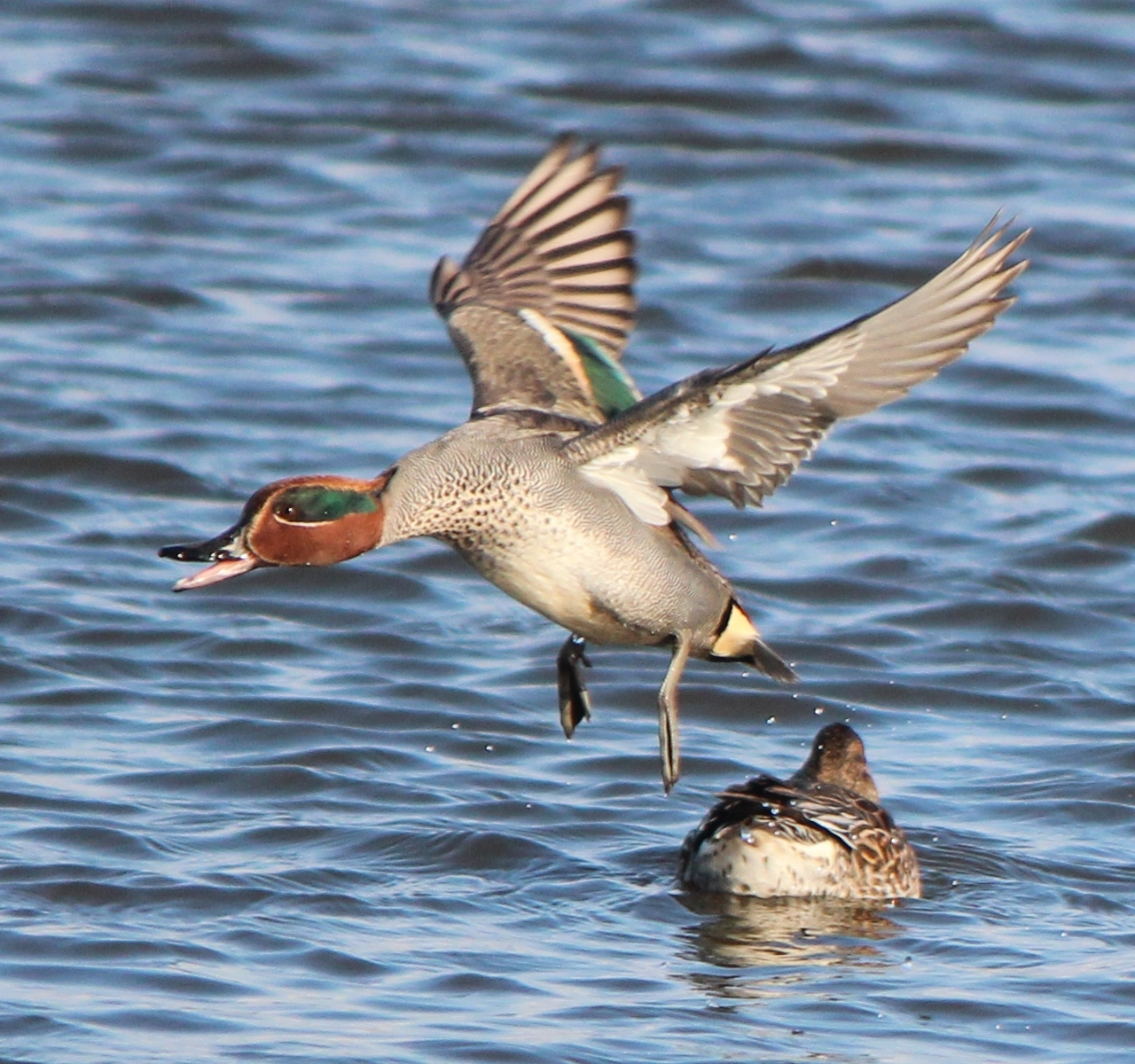
Solo en vuelo se aprecian los espejuelos verdes de sus alas.

La cerceta común pertenece al grupo de cercetas típicas, un pequeño grupo de patos de superficie del género Anas cercanamente emparentado con el ánade real (A. platyrhynchos) y sus parientes, de hecho al parecer todo este último grupo evolucionó a partir de una cerceta típica. Forma una superespecie con la cerceta americana (A. carolinensis) y la cerceta barcina (A. flavirostris). Se ha descrito además de la nominal una subespecie subspecies, A. c. nimia de las islas Aleutianas, que difiere solo ligeramente en tamaño, aunque probablemente no es distinta.
Aunque en el pasado las cercetas comunes y las americanas fueron consideradas como una única especie, en la actualidad la mayoría de los ornitólogos las consideran especies separadas, a pesar los plumajes reproductivos apomórficos casi idénticos de sus machos, lo que continúa confundiendo a los científicos.
La primera descripción científica de esta especie fue realizada por Carlos Linneo en su obra Systema naturae en 1758 con el mismo nombre que en la actualidad, Anas crecca. Su descripción en latín es: [Anas] macula alarum viridi, linea alba supra infraque oculos – «un pato con espejuelo verde, con una línea blanca por encima y por debajo de los ojos» – y su primera referencia fue la descripción de su obra inicial Fauna Svecica. Linneo además mencionó en su descripción que otros autores habían escrito sobre la cerceta común anteriormente como: Conrad Gessner la describió en su obra Historiae animalium como anas parva («pato pequeño») entre sus querquedulae ("cercetass"); Ulisse Aldrovandi la denominó phascade o querquedula minor ("cerceta menor"), y que fue debidamente mencionada por Francis Willughby que llamó a la especie querquedula secunda Aldrovandi («segunda cerceta de Aldrovandus»). En cuanto a la localidad tipo Linnaeo anotó que habita en ecosistemas de agua dulce de Europa.

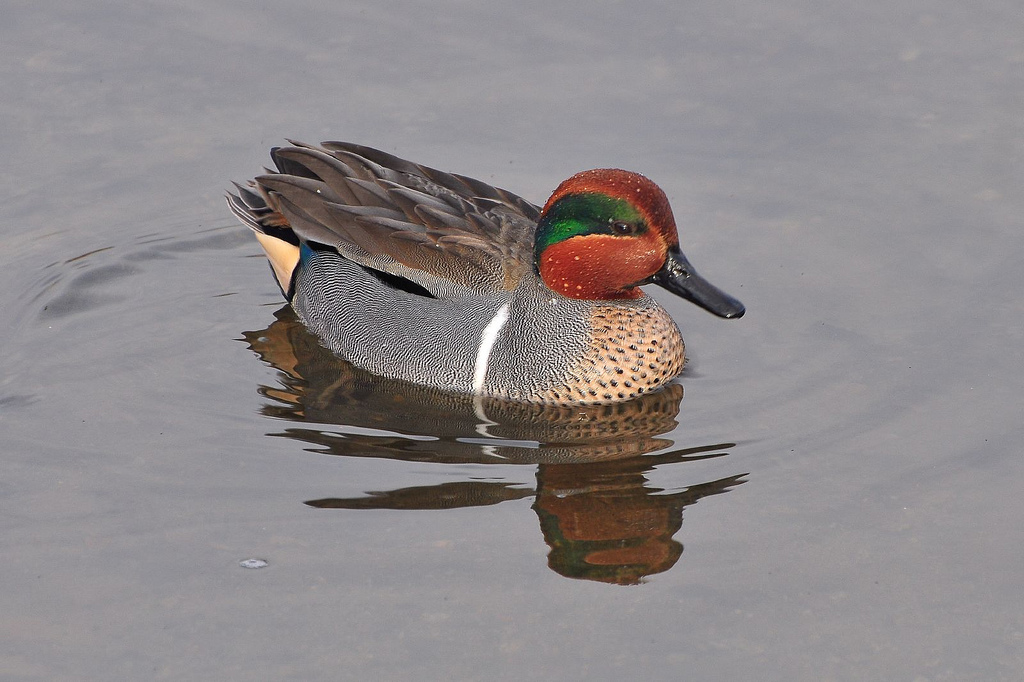
Ejemplar macho de Anas carolinensis de plumaje muy similar, distinguible por las franjas blancas de sus costados.

El nombre científico que le dio Linneo es una onomatopeya, referida a una llamada característica de los machos que ya había sido tratada por las fuentes que usó. Por lo que el nombre científico que tiene desde entonces viene a significar «pato que hace cryc». Su nombre común en noruego krikkand, danés krikand y alemán Krickente significan lo mismo.
Tradicionalmente, los ornitólogos consideraban que existían tres poblaciones, identificadas en tres subespecies de apariencia muy similar:
- Anas crecca crecca (Linnaeus, 1758)[2]  (cerceta eurasiática)
- Anas crecca nimia (Friedmann, 1948)[2]  (cerceta aleutiana)
- Anas creca carolinensis (Gmelin, 1789)[2]  (cerceta americana)

Sin embargo, actualmente esta taxonomía no es compartida por la mayoría de los taxónomos, que consideran a la cerceta americana una especie aparte (Anas carolinensis). Este punto de vista de los ornitólogos, se basa en un análisis que recoge datos de comportamiento, morfológicos, y moleculares.

## Distribución

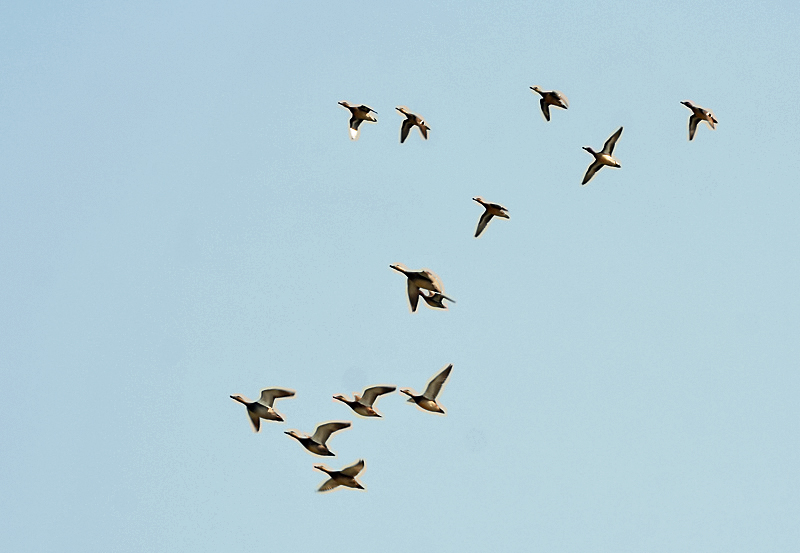
La mayor parte de la población de cercetas se desplaza al sur para pasar el invierno.

La cerceta común cría en la mayor parte del norte de Eurasia y la mayoría pasa el invierno más al sur de su hábitat reproductivo, tanto en el sur de Europa y Asia como en el norte de África. La mayor densidad en verano se registra en Finlandia, donde se ha llegado a calcular poblaciones de aproximadamente unas sesenta mil u ochenta mil parejas. Sin embargo en los climas suaves de Europa se solapan los territorios de invierno y verano. Por ejemplo en las islas británicas cría una pequeña población en verano, pero llegan cantidades mucho mayores en invierno procedentes de Siberia. También puede encontrarse a la especie todo el año en la región del Cáucaso, el oeste de Asia Menor, en las costas septentrionales del mar Negro, e incluso en las costas del sur de Islandia y en Vestmannaeyjar.
En invierno existen altas densidades de cercetas alrededor del Mediterráneo, incluida la totalidad de la península ibérica y las regiones costeras del norte de África. También pasan el invierno en el sur de Asia, desde Oriente próximo hasta el sudeste asiático, llegando hasta Taiwán y Japón. Otros importante emplazamiento invernal es la casi totalidad del valle del Nilo. Además existen cuarteles invernales aislados en el lago Victoria, el estuario del río Senegal, y los pantanos del alto río Congo, los deltas interiores y marinos del Níger, y el centro del valle del Indo. Se han avistado individuos divagantes en interior de Zaire, Malasia, Groenlandia, y las islas Marianas, Palaos y Yap en Micronesia; y se registran regularmente en las costas de norteamericanas hasta  California y Carolina del Sur.
Aunque la cerceta común es menos abundante que su cercana pariente la cerceta americana, también es muy numerosa. Sus poblaciones principalmente se cuantifican principalmente por los censos que se hacen en sus cuarteles invernales. Se registran anualmente alrededor de setecientas cincuenta mil alrededor del Mediterráneo y el mar Negro, doscientas cincuenta mil en la Europa Occidental templada, y más de ciento diez mil en Japón. En 1990 y 1991 se realizó un censo más detallado que mostró que unas doscientas cincuenta mil cercetas pasaban el invierno en Irán, unas ciento nueve mil en Pakistán, y alrededor de setenta y siete mil en Azerbaiyán, unas treinta y siete mil en la India, veintiocho mil en Israel, más de catorce mil en Turkmenistán y casi doce mil en Taiwán. Parece que se mantiene por sí misma, tras un ligero declive de su población entre 1–2% anualmente en la década de 1990, probablemente causado principalmente por la desecación y contaminación de los humedales, sin más acciones de conservación que la monitorización de sus poblaciones y posiblemente la protección de sus hábitat en los cuarteles de invernada. La UICN y BirdLife International clasifican a la cerceta común como especie bajo preocupación menor, sin haber contabilizado la separación de la más numerosa A. carolinensis.
La cerceta común es una de las especies a las que se aplica el acuerdo para la conservación de las aves acuáticas migratorias afro-euroasiáticas (AEWA) applies.
En España, se localiza fácilmente en ecosistemas como el del Parque nacional de las Tablas de Daimiel, el del parque natural de Monfragüe, o el del Parque nacional de Doñana, entre otros, donde constituye una especie nidificante ocasional, pero invernante abundante y numerosa.
La subespecie de distribución más reducida que la nominal es la cerceta aleutiana (Anas crecca nimia), que se localiza en el noroeste de América y, sobre todo, en las islas Aleutianas durante el verano. En invierno, esta subespecie de cerceta común en parte viaja hacia el sur de Norteamérica.

## Hábitat

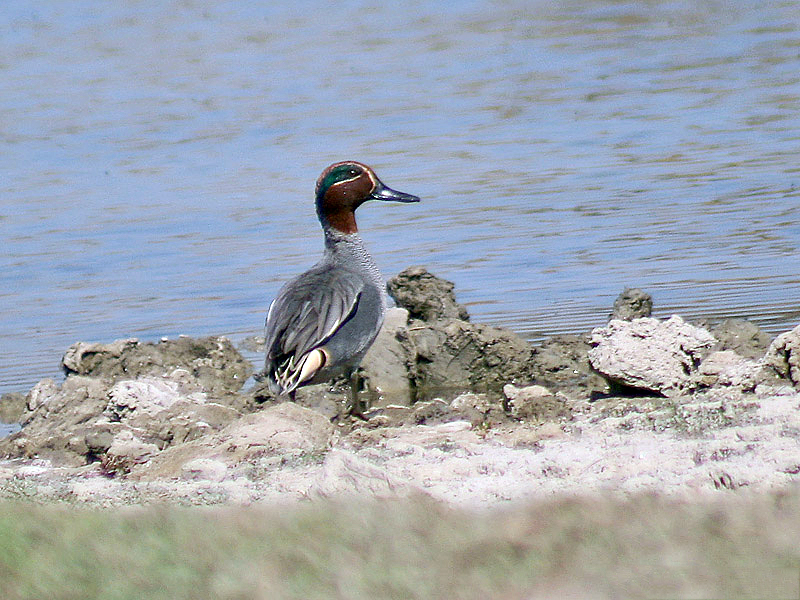
Anas crecca crecca.

Como ave acuática es obvio imaginar que se desarrolla en torno a zonas con importantes masas de agua. Las lagunas cercanas a los árboles y con abundante vegetación acuática son un ejemplo de hábitat adecuado y preferentemente frecuentado por esta cerceta. Durante el periodo de nidificación vive en aguas someras con abundante vegetación, como por ejemplo bien podrían ser brezales o helechales. De hecho, como las plantas forman parte de su dieta, podría decirse que en realidad siempre estarán presentes en su hábitat.
Construyen sus nidos en el suelo al abrigo de vegetación o arbustos, en plantaciones de tubérculos, o terrenos pantanosos entre la maleza, pudiendo situarse próximo al agua, aunque no es condición inamovible.
En invierno se encuentra en un espectro más amplio de biotopos como pueden ser marismas, humedales, embalses o pantanos.

## Comportamiento

### Alimentación

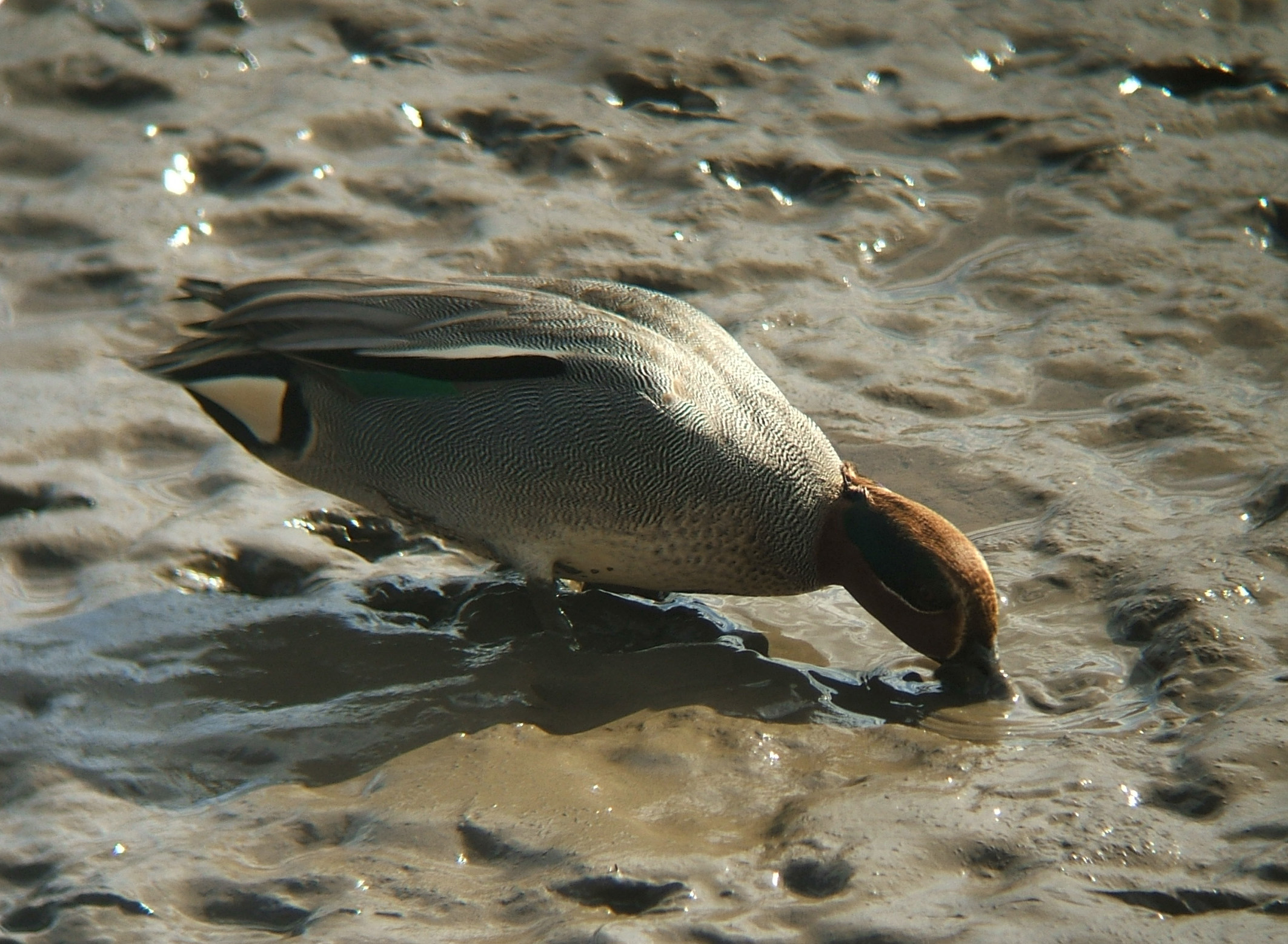
Macho buscando comida en el barro.

Come tanto en el agua, sumergiendo la cabeza para hallar la presa, como también "pastando" en las orillas, para lo que introduce el pico en el fango, rebuscando y dando así caza a los diferentes invertebrados que encuentra a su paso. Su alimentación consiste principalmente en hierbas, plantas y sus semillas, complementada con moluscos, larvas de insectos acuáticos y pequeños crustáceos. Es por tanto un pato omnívoro, que durante la primavera ingiere larvas, gusanos y crustáceos, durante el otoño generalmente se decanta por semillas o brotes, y durante el invierno se alimenta de presas acuáticas que caza sumergiendo la cabeza en el agua, como incluso pueden llegar a ser anfibios y peces de pequeño tamaño.

### Vuelo

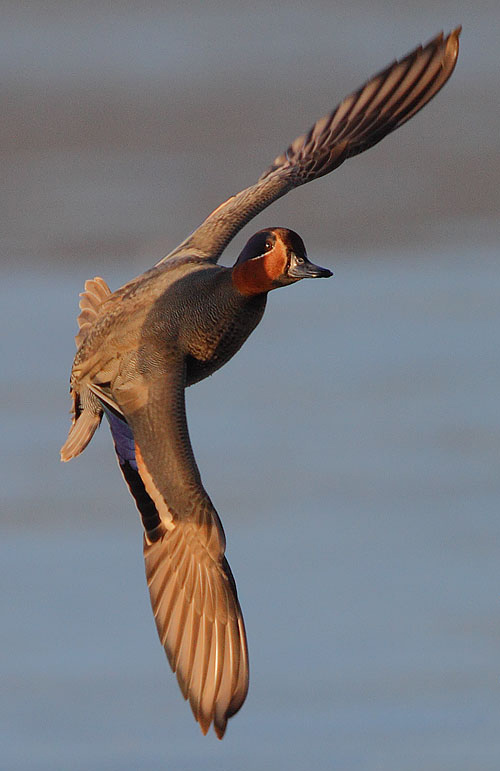
Las cercetas son ágiles voladoras.

Como la mayoría de los patos resulta torpe andando por el suelo, lo hace con bastante dificultad, siendo menos ágil que el ánade real. Sin embargo, el vuelo de estas aves es rápido, enérgico y errático, con capacidad para los cambios bruscos de sentido. Al principio es bajo, pero pronto se elevan con gran energía. También presenta vuelo conectado en bandada, donde muestran una gran coordinación entre miembros, logrando piruetas de ida y vuelta, con bajadas y subidas. Suelen observarse con facilidad las bandadas constituidas por una docena de ejemplares, pero también forman grupos mucho más numerosos. Es fácil comprender el ágil vuelo de esta cerceta, dado su pequeño tamaño y potente fisionomía, teniendo también en cuenta que al mes de nacer ya practican un descarado vuelo libre. Los pichones son, de hecho, nidífugos, comenzando a volar de unos 25 a 30 días de nacidos.

### Reproducción
El cortejo nupcial de Anas crecca es similar al de Anas platyrhynchos, y como suele ocurrir en la avifauna es bastante espectacular. El cortejo dura varios días, pues los machos tendrán que efectuarlo insistentemente antes de que la hembra acceda a copular. En ocasiones varios machos, dos o tres, compiten entre ellos para lograr la atención de una única hembra. Estos movimientos nupciales de cortejo consisten en la inmersión del pico en el agua, levantándolo a la vez que se alzan elevando el cuerpo del agua, para volver a arquear el cuello y nuevamente hundir el pico. Si el macho se excede demasiado en su espectáculo y se acerca más de lo debido a la hembra, puede ocurrir que esta lo rechace e incluso lo persiga hostilmente. Si el macho triunfa en su empeño y logra su objetivo, el emparejamiento se producirá sin más dilación.
La cerceta común nidifica en el suelo no siempre cerca del agua, pero en un lugar bien escondido. La hembra es la encargada de su construcción, buscando un hoyo en la tierra que esté camuflado entre la maleza para pasar lo más inadvertido posible. El hoyo será forrado con plumón que la propia hembra se arranca del cuerpo, hojarasca, hierba y helechos.
En cuanto a la puesta; presenta una sola puesta de ocho a doce huevos entre abril y junio. La responsable de los huevos también es la hembra, que se encargará de incubarlos mientras que el macho la abandona y regresa al nido cuando nace el primer pichón. De este modo, incubará los huevos entre veintiún y veintitrés días.
El huevo de esta ave presenta un tamaño de 41-50 x 30-35,5 mm, siendo de color crema o gris con tinte verdoso.
Al nacer las crías, serán alimentadas principalmente por la hembra, aunque el macho pueda contribuir en menor medida. No obstante los pollos dejan el nido al poco de nacer para seguir a la madre.
De no ser presa de enfermedades, depredadores o cazadores, la cerceta común logra una longevidad de unos diez a quince años.

## Población y estado de conservación
Anas crecca no es una especie endémica, de hecho presenta una amplia distribución a lo largo del mundo, y por tanto ostenta una importante población mundial. Según las estimaciones de Birdlife International, la población de anas crecca a lo largo del mundo podría ser de unos 5.900.000 a unos 6.900.000 ejemplares.
En cuanto a su estado de conservación, en el año 2009, la cerceta común se encuentra catalogada en la Lista Roja de la UICN (Unión Internacional para la Conservación de la Naturaleza) como una especie LC (Least Concern) o, lo que es lo mismo, de preocupación menor. Esto se debe a que, aunque se desconoce la tendencia de la población mundial, no se cree que disminuya con la suficiente rapidez como para bajar en más del 30% durante los próximos diez años o, en las tres próximas generaciones.
No obstante, en España la cerceta común se encuentra catalogada, cuanto menos en el año 2004, dentro del Libro Rojo de las aves de España como una especie vulnerable, siendo considerada una especie muy vulnerable a las diversas alteraciones humanas de toda índole.